# Эсбо-Брест
Эсбо́-Брест (фр. Esboz-Brest) — коммуна во Франции, находится в регионе Франш-Конте. Департамент — Верхняя Сона. Входит в состав кантона Сен-Совёр. Округ коммуны — Люр.
Код INSEE коммуны — 70216.

## География
Коммуна расположена приблизительно в 330 км к востоку от Парижа, в 75 км северо-восточнее Безансона, в 31 км к северо-востоку от Везуля.

## Население
Население коммуны на 2010 год составляло 502 человека.
| 1962 | 1968 | 1975 | 1982 | 1990 | 1999 | 2010 |
| ---- | ---- | ---- | ---- | ---- | ---- | ---- |
| 301  | 277  | 252  | 301  | 388  | 376  | 502  |

## Администрация
| Период | Период | Фамилия       | Партия | Примечания |
| ------ | ------ | ------------- | ------ | ---------- |
| 1995   | 2008   | Ги Руйон      |        |            |
| 2008   | 2014   | Даниэль Тонна |        |            |

## Экономика
В 2010 году среди 329 человек трудоспособного возраста (15—64 лет) 257 были экономически активными, 72 — неактивными (показатель активности — 78,1 %, в 1999 году было 71,5 %). Из 257 активных жителей работали 233 человека (126 мужчин и 107 женщин), безработных было 24 (10 мужчин и 14 женщин). Среди 72 неактивных 21 человек были учениками или студентами, 29 — пенсионерами, 22 были неактивными по другим причинам.